# Sampo Koskinen
Sampo Koskinen, född 1 mars 1979 i Kyrkslätt, Finland, är en finländsk före detta fotbollsspelare, som numera är assisterande tränare i FC Honka i finska Tipsligan. Han spelade i IFK Göteborg 2003–2004, men spelade endast en ligamatch för klubben. Utöver korta sejourer i nederländska och norska ligorna, tillbringade han större delen av sin karriär i sitt hemland, där han vann flera titlar med FC Honka.